# Natas Kaupas
Natas Kaupas (* 23. März 1969 in Santa Monica, Kalifornien) ist ein ehemaliger US-amerikanischer Profi-Skateboarder.

## Biografie
Natas wuchs im Süden von Santa Monica, Kalifornien auf, auch bekannt als Dogtown. Schon in frühen Kinderjahren begann er mit dem Surfen und Skateboarden. Seine Karriere begann 1984, als er von Skip Engblom, welcher das Skateboardunternehmen Santa Monica Airlines betrieb, entdeckt wurde. Natas wurde von Santa Monica Airlines gesponsert und erschien im September 1984 auf der Titelseite des amerikanischen Skateboardmagazins Thrasher. Aufgrund seiner außergewöhnlichen Skateboardtricks, wie dem Ollie Wall Ride, sorgte er für viel Aufsehen in der Skaterszene.
Im Jahre 1985 wurde Natas Profi-Skater. Im Skatervideo Streets on Fire führte er eine 720° Drehung auf einem Hydranten aus. Dieser bis dahin einmalige Trick wurde als „Natas Spin“ nach ihm benannt. 1991 verließ er Santa Monica Airlines und gründete sein eigenes Unternehmen mit dem Namen 101 Skateboards. Nach gutem Start ging dieses jedoch nach ein paar Jahren bankrott.
Natas wird zudem in Rodney Mullens Autobiografie The Mutt erwähnt und ist ein spielbarer Charakter in der Skateboard-Videospielreihe Tony Hawk’s. Auch sein „Natas Spin“ ist ein Feature in dem Spiel.
Sein Vorname Natas rückwärts gelesen bedeutet "Satan", was zur Folge hatte, dass viele Schulen und Geschäfte ein Verbot für alle Waren, die den Namen „Natas“ trugen, verhängten. Kaupas erklärte dazu, dass sein Vorname die männliche litauische Form von Natalja sei.